# أغوستين غوتيريز
أغوستين غوتيريز (بالإسبانية: Agustín Gutiérrez) (11 فبراير 1992 بمونتفيدو في الأوروغواي - ) هو لاعب كرة قدم أوروغواني في مركز الوسط. لعب مع نادي راسينغ مونتيفيديو وتاليريس كوردوبا ونادي كاشياس دو سول.

## وصلات خارجية
- أغوستين غوتيريز على موقع قاعدة بيانات كرة القدم.إي يو (الإنجليزية)
- أغوستين غوتيريز على موقع Soccerway.com (الإنجليزية)